# Miles M.38 Messenger
Le Miles M.38 Messenger est un avion de tourisme britannique conçu durant la Seconde Guerre mondiale pour des besoins militaires. Sa production s'est poursuivie jusqu'en 1948, principalement pour des clients civils.

## Historique
Fin 1941 la British Army annonça qu'elle recherchait un nouvel avion d'observation aérienne apte au rôle secondaire de poste de commandement aéroporté. Ne relevant pas de l'Air Ministry, cette demande ne fut pas suivie d'une Specification. Deux constructeurs répondirent à l'appel d'offres : Auster et Miles (en). Si le premier proposait un avion assez classique, avec son aile haute et son train d'atterrissage renforcé, le second proposait une version dérivée de son biplace d'entraînement M.28 Mercury (en). Bien que profondément amélioré par rapport à son prédécesseur, l'Auster qui remporta le marché et l'avion de Miles ne fut pas commandé en série.

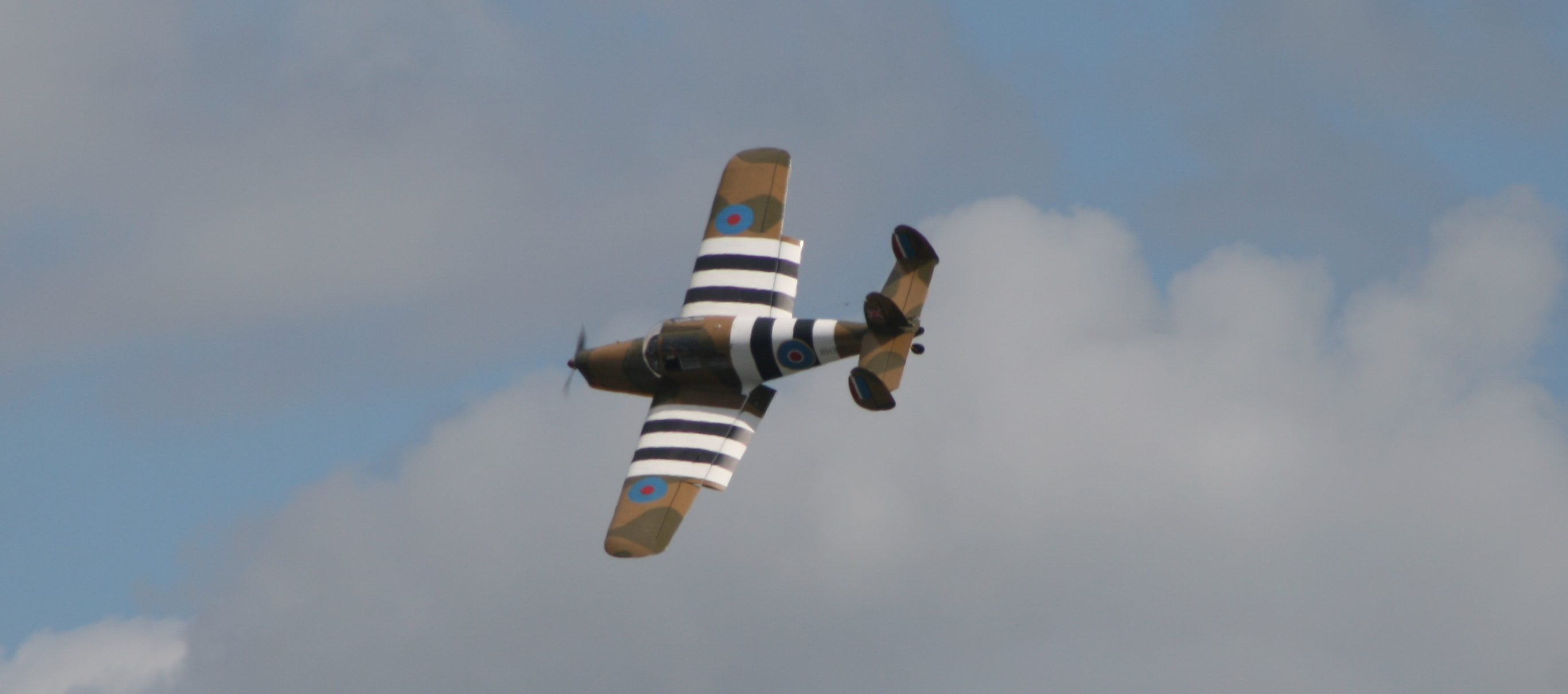
Miles Messenger immatriculé ZK-CMM aux couleurs de l'avion du général Montgomery.

Cependant, en 1943 la Royal Air Force fit le choix de commander l'avion en tant qu'appareil de transport pour hautes personnalités. Dans ce but, l'Air Ministry émit la Specification 17/43. L'avion de Miles, désigné « Messenger », fut alors commandé à 21 exemplaires par la RAF. Aménagés en triplaces, ceux-ci devaient permettre le transport de certains généraux ou membres de l'état-major britannique. Le premier exemplaire entra en service actif en mai 1943. Parmi les personnalités qui eurent recours au Messenger figurent lord Tedder, mais également le général Montgomery. Ce dernier utilisa notamment un avion frappé des bandes noires et blanches, dites « bandes d'invasion », qui ornaient les aéronefs participant à l'opération Overlord. Les Miles Messenger demeurèrent en service actif dans la RAF jusqu'en 1947.
En 1943, Miles développa sur fonds propre une version navalisée du Messenger, désignée M.38A Mariner. Destiné à des missions de lutte anti-sous-marine légère depuis les porte-avions de la Royal Navy, l'avion fut doté d'une crosse d'appontage et de points d'emport externes pour des mines et des charges légères de profondeur. Malgré quelques qualités, l'avion ne fut pas sélectionné par la Fleet Air Arm.
Après-guerre, la production du Messenger se poursuivit pour des clients civils en tant qu'avion de tourisme. L'avion eut la chance de connaître une production en série sous huit modèles différents, malgré la recrudescence d'avions démilitarisés. Au total, le Miles M.38 Messenger fut assemblé à 92 exemplaires, avec en sus le M.38A Mariner.
Avion efficace, sûr et bon marché, le Messenger vola durant l'ensemble des années 1950 et 1960. En 2012, encore au moins un de ceux-ci volait sous l'immatriculation néo-zélandaise ZK-CMM. Deux autres volaient sous immatriculations britanniques, dans des livrées civiles.

## Utilisateurs
Outre ses utilisateurs privés le Messenger a volé dans les corps militaires suivants :
- Royaume-Uni :
  - British Army : Pour essais seulement ;
  - Fleet Air Arm : Pour essais seulement ;
  - Royal Air Force : En service actif de 1943 à 1947.

## Aspect technique

### Description
Le Miles M.38 Messenger se présente sous la forme d'un monoplan à aile basse cantilever construit en bois et contreplaqué. Il possédait un train d'atterrissage classique fixe et un empennage à triple dérive. Le cockpit quadriplace accueillait le pilote et ses trois passagers. La propulsion de l'avion était assurée par un moteur en ligne de Havilland Gipsy Major (en) de 140 chevaux (103 kW), entraînant une hélice bipale en métal.

### Versions

#### Versions expérimentales

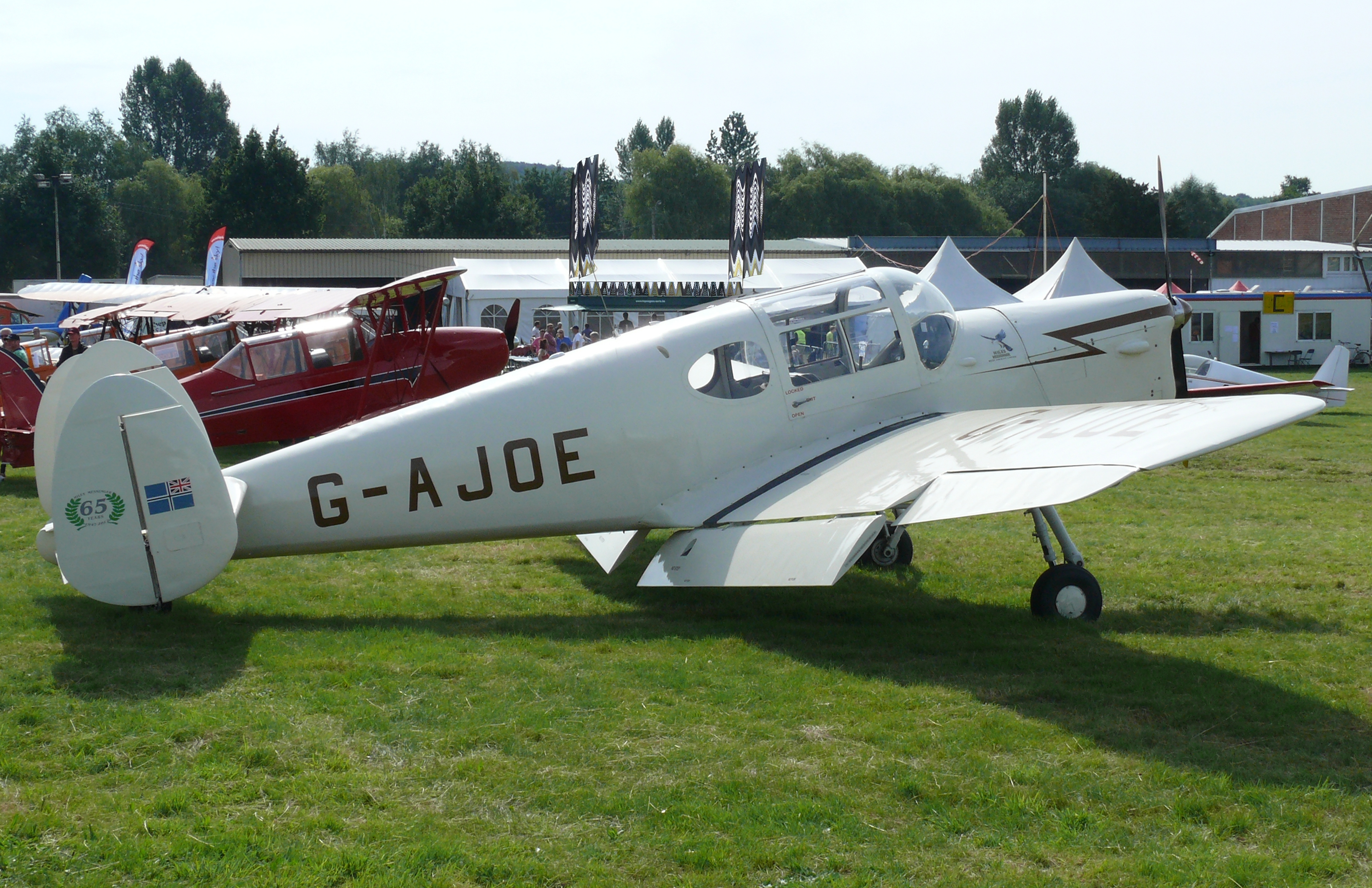
Miles Messenger 2A encore en état de vol en 2012.

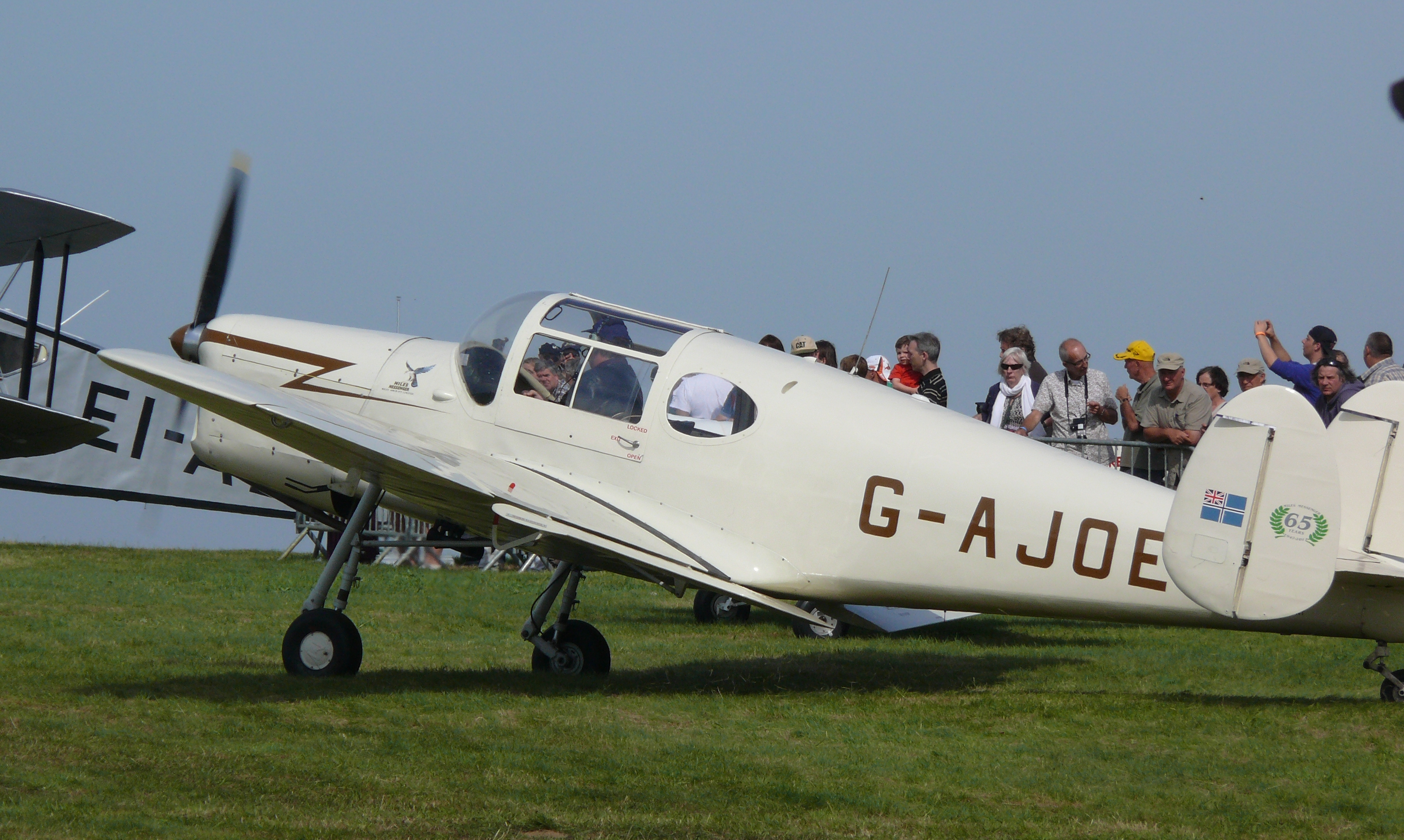
Le même, mais vu de l'autre côté.

- Miles M.38 Messenger : Désignation attribuée au prototype qui réalisa son premier vol le 12 septembre 1942.
- Handley Page HP.93 : Désignation attribué à un Messenger démilitarisé et utilisé par l'avionneur Handley Page pour divers essais en vol.

#### Versions civiles
- Miles Messenger 1A : Désignation attribuée à une version démilitarisée revendue à des clients civils. Six exemplaires ;
- Miles Messenger 2A : Désignation attribuée à une version mue par un moteur Blackburn Cirrus Major (en) de 150 ch (110,3 kW). 65 exemplaires ;
  - Miles Messenger 2B : Désignation attribuée à une version triplace du 2A. Un exemplaire ;
  - Miles Messenger 2C : Désignation attribuée à une version triplace du 2A mue par le moteur de la version militaire. Un exemplaire.
- Miles Messenger 3 : Désignation attribuée à une version d'entraînement à double commande. Un exemplaire ;
- Miles Messenger 4 : Désignation attribuée à une version mue par un moteur De Havilland Gipsy Major 10 de 160 ch (117,7 kW). Trois exemplaires ;
  - Miles Messenger 4A : Désignation attribuée à une version démilitarisée revendue à des clients civiles et mis au standard du Messenger 4. 19 exemplaires.
  - Miles Messenger 4B : Désignation attribuée à une version d'affaire du Messenger 4. Un exemplaire.
- Miles Messenger 5 : Désignation attribuée à une version démilitarisée revendue à des clients civiles et mue par un Blackburn Cirrus Bombardier Mk-702 de 155 ch (114 kW). Un exemplaire.

#### Versions militaires
- Miles Messenger Mk.I : Désignation attribuée aux 21 avions utilisés par la Royal Air Force pour des liaisons et du transport de hautes personnalités ;
- Miles Mariner : Désignation attribuée au prototype d'une version de lutte anti-sous-marine, testée par la Fleet Air Arm mais demeurée sans suite.

## Avions comparables
- Caudron Simoun
- Messerschmitt Bf 108 Taifun